# 卢伊特波尔德 (巴伐利亚藩候)

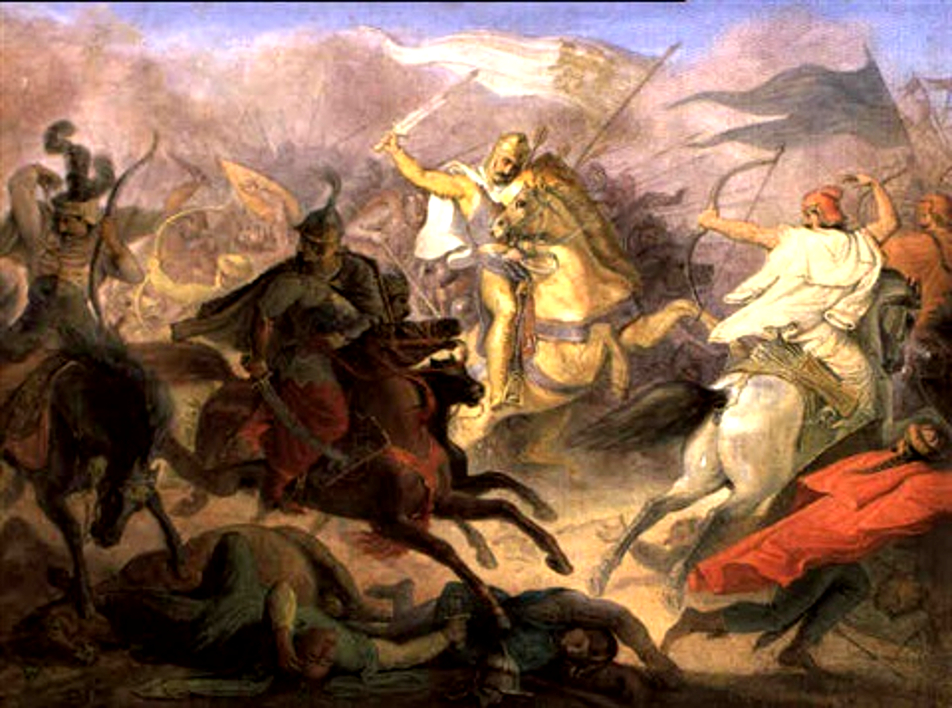
卢伊特波尔德在普雷斯堡戰役中戰死（老威廉·林登施密特繪畫）

卢伊特波尔德（德語：Luitpold；850年/860年—907年7月4日），巴伐利亞藩侯（889年-907年在位）。卢伊特波尔德可能是出身自霍西家族，或與加洛林王朝的東法蘭克國王阿努爾夫的母親利茲溫德有關連，他最後成為利奧波丁王朝始祖，該王朝統治巴伐利亞和克恩頓直至十世紀中葉。

## 生平
893年，卢伊特波尔德由當時東法蘭克國王阿努爾夫任命為克恩頓和上潘諾尼亞的藩侯。卢伊特波尔德繼承威廉敏斯家族被廢黜的上潘諾尼亞藩侯恩格爾沙克二世後；與他的前任不同，他不受強大的藩侯阿里博的阻撓而擴大自己的權力，從895年起在克恩頓、多瑙河和雷根斯堡周圍的諾德高地區收購無數的領地，並把自己樹立為巴伐利亞最著名的貴族。儘管他由此奠定新部落公國的基礎，但他的兒子阿努爾夫一世還是基於他父親的收購而首次獲得巴伐利亞公爵的頭銜。
卢伊特波尔德仍然是加洛林王朝君主阿努爾夫和他的兒子童子路易的忠實擁護者，他得到國王的支持，並被委以防禦與匈牙利和摩拉維亞邊界的重責。898年，卢伊特波尔德因幫助叛亂的斯瓦托普魯克二世成功打敗其兄弟大摩拉維亞公國國王莫伊米爾二世，並迫使莫伊米爾二世成為阿努爾夫的附庸。903年，卢伊特波尔德贏得“波希米亞公爵”的稱號。卢伊特波尔德組織東法蘭克王國的兵力抵抗由剛剛侵占了匈牙利由阿爾帕德大公率領的馬扎爾人，於907年7月4日於維也納以東在普雷斯堡戰役中被殺。

## 家庭
卢伊特波尔德與來自阿拉豪芬家族的士瓦本行宮伯爵貝特霍爾德一世的女兒、厄爾申格的妹妹士瓦本的康妮甘迪結婚。當卢伊特波尔德於907年戰死後，康妮甘迪於913年與德意志王國國王康拉德一世結婚。卢伊特波尔德與她有兩名兒子：
1. 阿努爾夫[3]，巴伐利亞公爵（907年－937年）。
2. 貝特霍爾德，巴伐利亞公爵（938年－948年）。

從後代的頭銜來看，卢伊特波尔德經常被稱為巴伐利亞公爵或巴伐利亞藩侯，藩侯的頭銜更符合他的實際身份。 